# Mel Purcell
Mel Purcell (Joplin (Missouri), 18 de julho de 1959) é um ex-tenista profissional estadunidense.
Mel Purcell foi campeão de três torneios da ATP. Ele foi campeão individual Jogos Pan-Americanos, em 1979.